# Eustache Delafosse
Eustache Delafosse was een koopman uit Doornik. Hij reisde van 1479 tot 1481 langs de West-Afrikaanse kust en schreef er een reisverslag over.
Delafosse vertrok in september 1479 vanuit Brugge naar Sevilla om er twee karvelen te vinden voor een reis naar West-Afrika. De Portugezen verdedigden hun handelsmonopolie met West-Afrika en de reis die hij wilde ondernemen was door hen verboden.
Na een groot lek, tijdverlies door een zware storm en net niet door de Portugezen te zijn aangevallen, bereikte Delafosse - via de Canarische eilanden en Kaapverdië - de peperkust. Delafosse kocht er vrouwen en kinderen die hij aan de goudkust weer verkocht. Aan de goudkust dreef hij handel tot vier Portugese schepen hem verrasten en gevangen namen. Onder de Portugese kapiteins die hem gevangen namen bevonden zich Diogo Cão en vermoedelijk ook Fernão do Pó. Cão ontdekte later als eerste Europeaan de Congostroom.
Delafosse werd terug naar Portugal gebracht en er ter dood veroordeeld. Hij wist echter te ontsnappen en naar Brugge terug te keren. Delafosse schreef een reisverslag over zijn wedervaren. Het reisverslag is een van de belangrijkste informatiebronnen over de vroege Portugese aanwezigheid in West-Afrika.

## Manuscript
- Valenciennes, Bibliothèque municipale, ms. 489

## Uitgaven
- Raymond Foulché-Delbosc (ed.), Eustache de La Fosse. Voyage à la côte occidentale d'Afrique, en Portugal et en Espagne (1479-1480), Paris, Alphonse Picard et fils, 1897
- Denis Escudier (ed.), Voyage d'Eustache Delafosse sur la côte de Guinée, au Portugal et en Espagne (1479-1481), Paris, Éditions Chandeigne, 1992. ISBN 9782906462038

- Bibliothèque nationale de France: cb122718340 (data)
- International Standard Name Identifier: 0000 0001 1617 7167
- Library of Congress Control Number: n93038196
- Nationale Bibliotheek van Israël: 987007375751305171
- Nederlandse Thesaurus van Auteursnamen: 126910154
- Système universitaire de documentation: 031518664
- Virtual International Authority File: 34516525
- WorldCat: E39PBJdrKxHt7MkTmfrc9ypdcP